# Polowat Municipality
Polowat Municipality är en kommun i Mikronesiska federationen.   Den ligger i delstaten Chuuk, i den västra delen av landet, 1 000 km väster om huvudstaden Palikir. Antalet invånare är 1 015.